# 坂咲みほ
坂咲 みほ（さかざき みほ、1994年7月20日 - ）は、日本のAV女優。みほの名義で活動していたこともある。所属事務所は「LINX」。

## 略歴・人物
東京都出身。幼く可愛らしい顔立ちで黒髪のストレートヘアの持ち主で、AVデビュー前の男性経験は1人。
趣味はアニメ鑑賞とコスプレ。フェレットを3匹飼っている。アニメは、自宅がケーブルテレビのアニメチャンネルに加入していたことから小さい時から見る機会が多かったという。
2012年年末のコミケで『妖狐×僕SS』のヒロイン・凛々蝶（りりちよ）様のコスプレで話題となった。その時の模様は、AVデビュー作に収録されている。
2013年1月22日発売の『FLASH』の袋とじで初ヘアヌード、2月12日、『週刊プレイボーイ』でコスプレ姿のヌードを披露した。同年3月7日、"最高に清純な18歳"のキャッチフレーズでSODクリエイトのレーベル「SODstar」の専属女優としてAVデビュー。デビュー作の売り上げは、SOD担当者によれば、1万本を越えている。
2013年10月よりS1専属、2014年7月よりミリオン専属となる。ミリオン移籍後は、星美りか・クリスティーン・佐倉絆と共に「ミリオンガールズZ」としても活動したが、同年12月でミリオン専属を離れ（ミリオンカールズZも脱退）、AV女優としての活動を休止する。
2015年5月4日に「みほの」の名前で新たにツイッターを開始。ディクレアに所属事務所を移籍して改名したことを報告。活動を再開した。
2016年3月22日、ツイッターにてAVからの引退を発表。AV女優引退後もツイッターの更新とコスプレイヤーとしての活動は続けると表明している。AV引退後に「めい」と改名したが、その後さらに「桜めい」と改名した。
2017年9月9日、改名後の坂咲みほ名義のツイッターでAV復活を報告。

## 作品

### アダルトDVD
2013年
- AV debut（3月7日、SODクリエイト）
- 初イキ!美少女（4月11日、SODクリエイト）
- 初体験づくしで「お漏らし」が止まらないコスプレ美少女（5月9日、SODクリエイト）
- 可愛いお顔におねだりメガトン顔射!（6月6日、SODクリエイト）
- 超高級新人ソープ嬢（7月6日、SODクリエイト）
- 女子高生監禁調教（8月8日、SODクリエイト）
- 専属NO.1STYLE 坂口みほののSEXYチャンネル（10月7日、S1）
- 交わる体液、濃密セックス（11月7日、S1）
- 巨根ズボズボ（12月7日、S1）

2014年
- 犯された女子高校生 鬼畜達の棲む学園（1月7日、S1）
- イラマチオ奴隷志願 仕事のできないドジなOLは、優秀な口便器（2月7日、S1）
- 精子ちょうだい（3月7日、S1）
- 坂口みほの エスワン8時間コンプリートBEST（6月19日、S1）※DVD&BD
- 超スーパースター（7月11日、ミリオン）※DVD&BD
- 星美りかと坂口みほののダブルドリーム（8月8日、ミリオン）共演:星美りか
- カワイイコスプレ（8月6日、ミリオン）
- 黒髪美少女アイドルの初中出し（9月12日、ミリオン）
- 幼妻みほのと最高の孕ませ温泉旅行（10月10日、ミリオン）
- 今、ミリオンガールズZがスゴイ! ミリガZが選んだもっとも気持ち良かったSEX（10月10日、ミリオン）他出演:佐倉絆、星美りか、クリスティーン　※撮り下ろしシーンあり
- 極感の日焼けエステサロンへようこそ（11月14日、ミリオン）
- ミリオンドリーム2014 絶対戦体ミリガーZ 宇宙生命体イカモンと"イカ"セ大決戦スペシャル（12月12日、ミリオン）共演:星美りか、佐倉絆、クリスティーン　※DVD&BD
- 極上おもてなし風俗フルコース（12月12日、ミリオン）

2015年
- 有名コスプレイヤー 月に一度の危険日中出しオフ会（6月1日、ワンズファクトリー）
- トーキョー・ロシュツ（6月5日、ワープエンタテインメント）
- 新・絶対的美少女、お貸しします。 ACT.42（6月19日、プレステージ）
- 溢れる愛液。煌めく汗。止まらない痙攣。（7月1日、TEPPAN）
- 坂口みほのの凄テクを我慢できれば生★中出しSEX!（8月1日、ワンズファクトリー）
- 私の子宮を射精でオとして（9月1日、ワンズファクトリー）
- 敏感な美少女のエッチな日常（9月1日、S-Cute）他出演:高山えみり、浅倉あすか、前田さおり、川奈まい
- 監禁ドキュメント 2（9月7日、アタッカーズ）
- 人気AV女優みほの×アニメコスプレ 〜本能剥き出しディープキス中出し性交〜（9月11日、TMA）
- ご注文はこの娘ですか?（9月25日、TMA）共演:なごみ、川村まや、南梨央奈、鶴田かな
- 制服の下のエッチな好奇心（9月28日、S-Cute）他出演:なごみ、前田さおり、涼宮琴音、大西りんか
- コスプレイヤー 恥辱 痴漢バス（10月1日、グローリークエスト）
- 姉がギャルになりまして（10月19日、kira☆kira）
- 同級生のノーブラ姿に興奮しちゃった俺（10月22日、AKNR）他出演:宇野ゆかり、辻井ゆう、みなみ愛星
- ショートカットの激カワ美少女と3P中出し（10月23日、TMA）共演:川村まや
- 女子校生スクール中出し乱交 〜放課後の教室で乱交した思い出 2〜（10月23日、TMA）共演:川村まや、なごみ、鶴田かな、美森すずか
- 今日おじちゃんのオモチャになります（11月13日、MOODYZ）
- 隣の幼妻は僕のチ○ポで犯され絶頂 〜止められない快楽に夫の前でも我慢できずに声を出す〜（11月26日、ヒビノ）
- 毎朝通勤途中に見かける女子校生のパンチラが見えて興奮してたら、彼女たちも実は見られたがってドキドキしている件。（11月26日、SWITCH）共演:星空もあ、逢月はるな、みなみ愛星、蛯名りな
- ツインテール貧乳ニーハイ美少女に中出し（11月27日、TMA）共演:祐木まゆ、なごみ、佳苗るか
- 無垢なコスプレイヤー 中出し性教育 ガーディアン・ミストレス 俺様を護れ! コラボコスプレ編（12月13日、無垢）

2016年
- TEPPAN未収録 滑らかで激しい極上手こき（1月1日、TEPPAN）他出演:AIKA、春原未来、青木玲、三上里穂、大場ゆい、事原みゆ、紺野ひかる、大槻ひびき、二宮沙樹、さくらえな、真野ゆりあ、友田彩也香、佐々木恋海、なごみ、加賀美シュナ、陽木かれん、西川ゆい、柏木あおい、紺野まこ、黒瀬萌衣、折原ほのか、さとう遥希
- 「ナマで入っちゃった!」 美人デリ嬢のオイル素股でチ●ポをマ●コに擦り付けてたら思わずフル勃起からの生挿入! 本番禁止のはずがナマ中出しまで許しちゃったドスケベA級デリ嬢（1月8日、グローリークエスト）他出演:紺野ひかる、鈴原エミリ、司ミコト、武井もな
- オークに孕むまで輪姦種付け中出しレイプされる美少女たち（1月22日、TMA）共演:月島ななこ、初芽里奈
- 自宅に突撃訪問! 中出し20連発（2月6日、アイエナジー）
- 夫が単身赴任中のおさな妻を犯したい（2月7日、アタッカーズ）
- お兄ちゃんの変態（4月20日、レイディックス）
- 軟派即日セックス Mちゃん(21歳)フリーター（4月22日、S級素人）
- 対魔忍ユキカゼ ANOTHER STORY 〜寝取らせ夫との歪な関係〜（4月29日、ZIZ）
- あどけない顔立ちに瑞々しい果実のようなロリボディを持つ奇跡の美少女が高感度SEXでイキまくる!（5月1日、Red Cat）
- 可愛いOLのイケナイSEX事情 お仕事中にSEXしちゃう私は不謹慎ですか?（5月1日、S-Cute）他出演:花咲いあん、春原未来、川奈まい
- 祝★AVデビュー 坂口みほの 魔性の早熟少女 -初撮り-（5月7日、桃太郎映像出版）
- 強姦標的 List.05 女子大生バイト編 みほの（6月7日、アタッカーズ）
- 裏垢コスプレオフ会 脅迫王様ゲーム みほの（7月1日、CORE）
- オンナの射精！潮噴き激昇天性交 2（8月1日、TEPPAN）他出演:北嶋あん、涼川絢音、林ゆな、椎名ゆな、武藤あやか、さくらえな、一之瀬すず、大場ゆい、森川涼花、倉多まお、有村千佳、板垣あずさ、紺野まこ、愛咲れいら、春原未来、神波多一花、千乃あずみ、澤村レイコ、青木玲、阿部乃みく、乙葉ななせ、佐々木恋海、荻野舞
- 渡部拓哉 best collection vol.1（8月18日、 GIRL’S CH）共演:渡部拓哉、双葉にこ、佳苗るか、翔田千里、春原未来
- 超厳選！激イキ！ 極上S級女優達23名 名作スーパーBEST3時間（8月19日、Merci Beaucoup）他出演:葉山友香、黒川ゆら、有賀ゆあ、前田かおり、星野千紗、松本メイ、新山沙弥、川村まや、神尾舞（柚原綾）、篠田涼花（水原薫子、佐伯かのん）、佐伯ゆきな、島崎結衣（小椋あずき）、宮崎愛莉、尾上若葉、一之瀬すず、みなみ愛梨、篠田あゆみ、波多野結衣、小早川怜子、真野ゆりあ、愛乃なみ、大橋未久
- みほのSPECIAL BEST 4時間（9月23日、TMA）
- 募集ちゃんTV×PRESTIGE PREMIUM　12（10月14日、プレステージ）他出演:愛原さえ、玉城マイ、羽月希

### イメージビデオ
- Mihono 黒髪×美少女×18歳（2013年6月6日、REbecca）
- 純真乙姫 〜19歳・美少女・清純〜（2013年12月26日、ハレルヤ）
- Lovely Doll MIHONO（2014年7月25日、グラッソ）
- 妹ペット、みほの（2015年11月25日、GRADEN）

### デジタル写真集・コスプレROM
- みほのこれくしょんvol.1×艦これ島風 2013年12月31日[11]
- みほのこれくしょんvol.2×東方いぬさくや 2013年12月31日[12]
- みほのこれくしょんvol.3×東方まじかる☆さくや 2013年12月31日[13]
- みほのこれくしょんvol.4×東方レースクイーン霊夢 2013年12月31日[14]
- みほのこれくしょんvol.5×東方フランドール 2013年12月31日[15]

## 出演

### WEB
- GRAPHIS[16]
- LOVEPOP[17]
- デジグラ[18]

### テレビドラマ
- 牙狼-GARO- -魔戒ノ花-（2014年5月30日、テレビ東京系） ‐ サナ（リザリーの犠牲者・分身）役

### コスプレイベント
- コミックマーケット85 サークル参加 SEVENDOLLS[19]